# 49443 Marcobondi
49443 Marcobondi è un asteroide della fascia principale. Scoperto nel 1998, presenta un'orbita caratterizzata da un semiasse maggiore pari a 2,6543582 UA e da un'eccentricità di 0,2361587, inclinata di 10,81165° rispetto all'eclittica.
L'asteroide è dedicato all'astrofisico italiano Marco Bondi.